# Carpesa
Carpesa és un poble de València (antigament dit pedania), inclosa en el districte de Pobles del Nord. Limita pel nord amb Benifaraig, Alfara del Patriarca i Vinalesa, a l'est amb Bonrepòs i Mirambell i Tavernes Blanques, al sud amb Poble Nou i a l'oest amb Borbotó. La seua població censada el 2009 era de 1.293 habitants (INE). Va ser un municipi independent fins al 1898, en què va ser annexionat a València.

## Toponímia
El nom de Carpesa pareix derivar de la base preindoeuropea k a r (pedra), intensificada per l'ibero-basc -p e. La seua terminació -esa està relacionada amb altres topònims preromànics com ara Orpesa, Manresa, etc. No obstant això, Martínez Aloy de Espinalt el fa derivar del llatí carpere (prendre), referència "a prendre fruites per les moltes que cria, particularment magranes".

## Història
A l'àrea de Carpesa hi ha restes d'adoració a Júpiter durant l'època romana. En època d'al-Àndalus era una alqueria. Jaume I la va prendre durant la conquesta de València, i l'entregà a Bernat Vidal de Besalú, tal com recull el Llibre del Repartiment: 
| « | B. Vitalis, alqueriam de Carpesa exceptis furnis et molendinis. V. Kalendas Juni. | » |

Vidal es desfeu prompte d'esta propietat, venent-la al rei. Este, el 29 de maig de 1246 l'entregà a l'Orde del Temple, trocant-la per Russafa. És objecte de polèmica quan arribaren els primers pobladors cristians. Segons Viciana (1546) ho feren el 1243, però Villaroya, que pareix que tingué accés al document original, considerava que s'efectuà el 9 de març de 1252, ja sota el control dels templaris. Havent desaparegut el Temple, Carpesa passà a l'Orde de Montesa. El 1574 Bonrepòs es segrega de la parròquia de Carpesa, i d'esta nova parròquia passen a dependre Mirambell i Cases de Bàrcena. Carpesa es va constituir com a municipi amb la dissolució dels senyorius. Aleshores tenia 600 habitants, més de 100 cases i 2 escoles. Va ser un municipi independent fins al 1898, quan va ser annexionat a València. Fins als finals del segle xix es conservaven, en una casa contigua a l'església, uns escuts nobiliaris, motiu pel qual Martínez Aloy la identificà amb la casa senyorial dels Villena. Segons la tradició popular, es tractaria de l'alqueria que Jaume I donà als primers senyors de Carpesa.

## Demografia
Carpesa, que fou el nucli més poblat del seu districte fins a la dècada de 1990, fou des de finals del segle xix un lloc dinàmic i de creixent urbanització. La majoria de les cases són de maó vist rogenc, de dos cases i finestres reixades, encara que al sud del poble es troba una zona més moderna, amb grups d'habitatges de major alçada.
| Població | 791 | 752 | 1.165 | 932 | 1.044 | 1.196 | 1.298 | 1.417 | 1.362 | 1.258 | 1.245 | 1.293 |

## Política
Carpesa depén de l'ajuntament de València en consideració de barri del districte de Pobles del Nord. Tanmateix, donada la seua condició de poblament rural, compta, d'acord amb les lleis estatals i autonòmiques pertanyents, amb un alcalde/alcaldessa de barri que s'encarrega de vetlar pel bon funcionament del poblei de les relacions cíviques, firmar informes administratius i elevar a l'ajuntament de la ciutat propostes, suggeriments, denúncies i reclamacions dels veïnat.

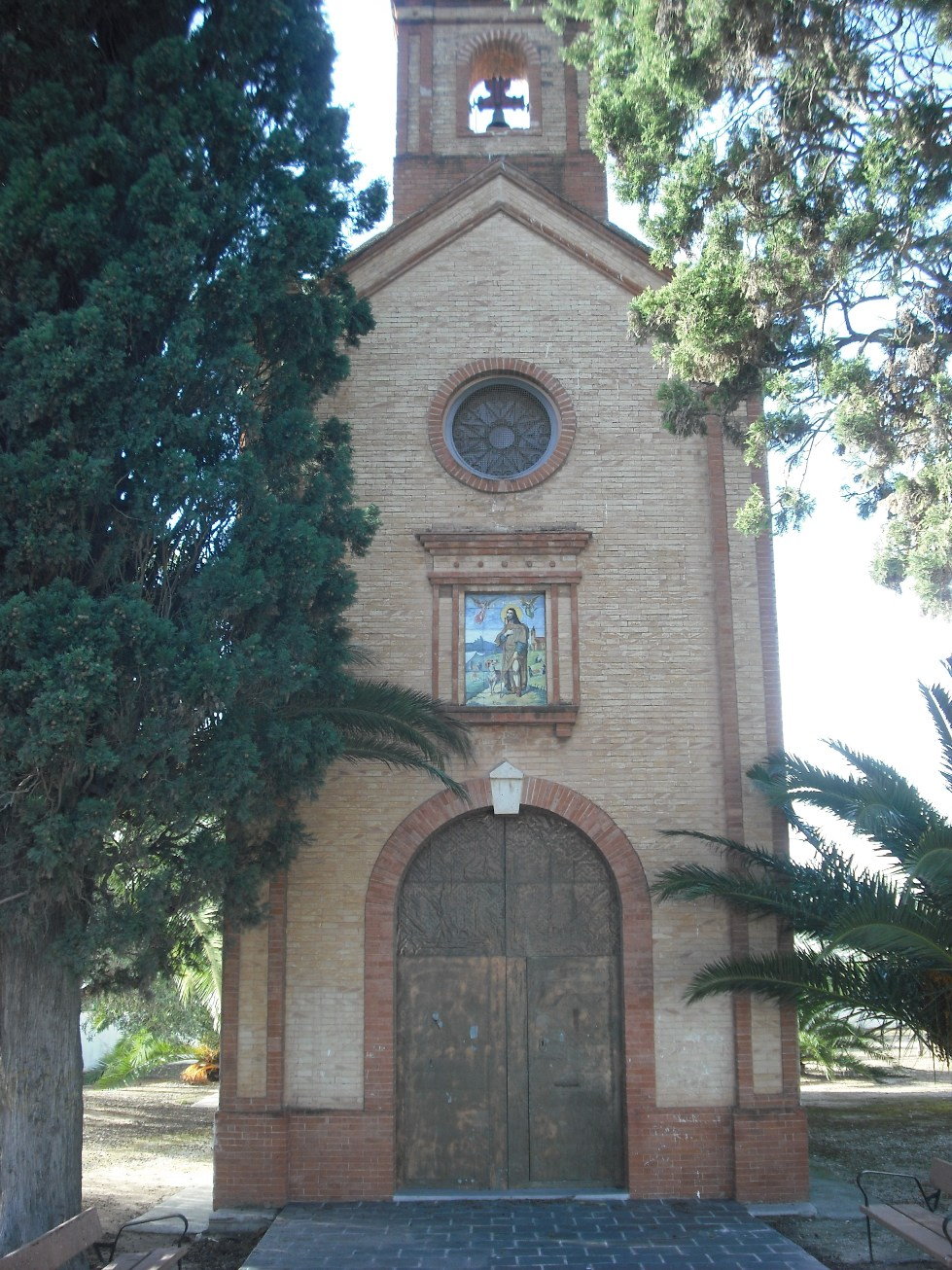
Ermita de Sant Roc.

## Patrimoni
- Església de Sants Abdon i Senent: De finals del segle xviii o principis del XIX, quan el lloc pertanyia encara a l'antiga Orde de Montesa. La planta és de tres naus, la principal coberta amb volta de canó. Una cornisa amb barana metàl·lica corre sobre pilastres corínties que emmarquen arcs de mig punt en comunicació amb les naus laterals. El presbiteri té volta absidal i als peus de la nau es troba el cor.[10] El temple va estar dedicat a Sant Pere fins al 1942, en què es canvià per l'actual advocació.[4]
- Ermita de Sant Roc: Construïda a finals del segle xix està rodejada d'una zona ajardinada. La seua campana, anomenada Sant Roc, data del 1901.[11] Darrere de l'ermita es troba l'antic cementeri.[4]

## Cultura

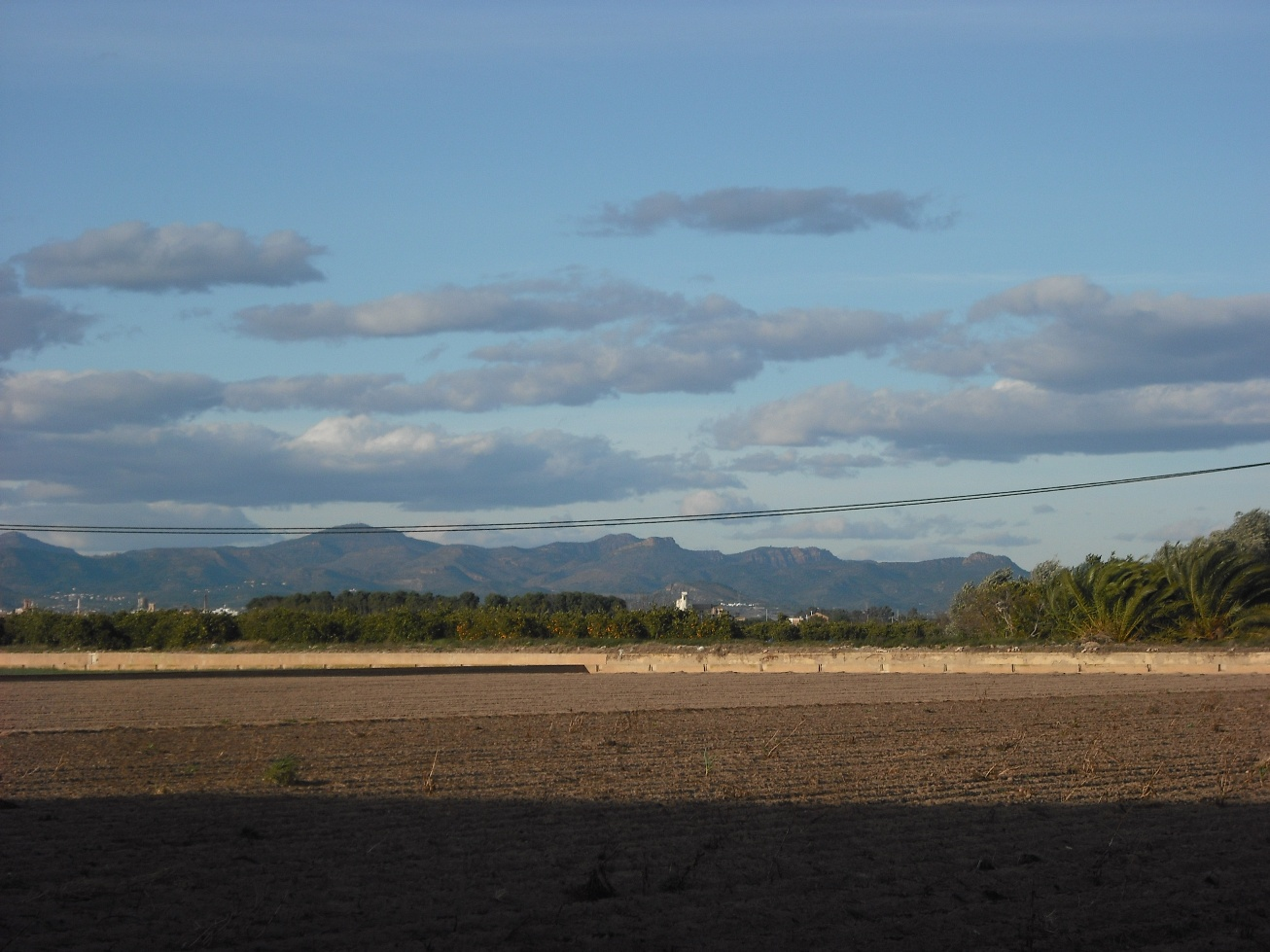
Horta, al fons Benifaraig i la Serra d'Espadà.

Malgrat els seus pocs habitants, Carpesa es caracteritza per mantindre vives diferents tradicions culturals al llarg de la seua història. Entre elles estan les Falles de València (Comissió fallera Plaça del Poble - Sant Roc) i les Festes Majors, en les que ix en processó la Confraria dels Sants Abdon i Senent, fundada el 1731. Existixen així mateix diverses associacions, com Carpesa Tria (Associació cultural), l'Asociación Taurina "El Carpesano", el Club de Jubilats i Pensionistes, la Banda de música Amics i amigues de la Música i el Club d'Hoquei. Compta a més amb una seu de la Universitat Popular, en la qual es realitzen activitats de culturització, expressió plàstica i corporal i formació ocupacional, entre d'altres.

## Serveis públics
Carpesa compta amb un consultori mèdic auxiliar, així com una Instal·lació Esportiva Elemental, que inclou 1 pista poliesportiva i 1 camp d'hoquei. També disposa de cementeri parroquial.

## Personatges destacats
- Melchor de Villena (1564-1655): nascut al si d'una família noble, fou doctor en medicina i catedràtic de la Universitat de València i fundador del col·legi de l'Adoració dels Sants Reis. Comptà entre els seus clients als virreis i les grans personalitats de València.[20]
- Julio Vicent Mengual (1891-1940): escultor i professor de l'Escola d'Arts i Oficis. Destaca la seua obra Claudina que s'exposa al Museu del Prado.[21]